# Sója (rod)

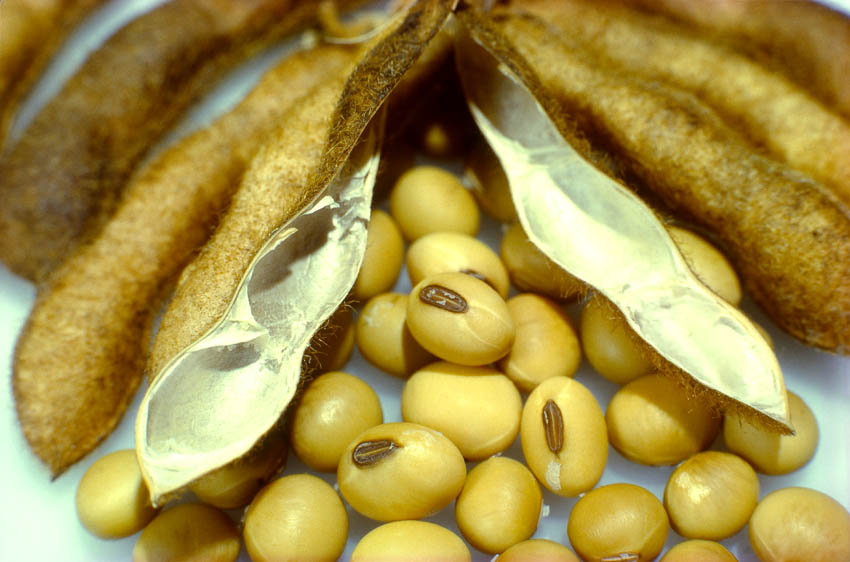
Semena a lusky sóji luštinaté

Sója (Glycine) je rod rostlin z čeledi bobovité. Sóji jsou jednoleté nebo vytrvalé byliny s trojčetnými listy a bílými nebo purpurovými květy v hroznech. Jsou rozšířeny v počtu asi 9 druhů v tropech, subtropech a mírném pásu Starého světa. Sója luštinatá je významná luštěnina, pěstovaná v Číně již po tisíciletí.

## Popis
Sóji jsou ovíjivé, plazivé nebo přímé jednoleté či vytrvalé byliny. Listy jsou trojčetné nebo řidčeji lichozpeřené s 5 nebo 7 celokrajnými lístky. Palisty jsou drobné a obvykle opadavé. Květy jsou obvykle bílé, růžové až purpurové, v úžlabních hroznech. Kalich je zvonkovitý, chlupatý, hluboce dvojpyský. Koruna je o něco delší než kalich, lysá, s dlouze nehetnatými korunními lístky. Pavéza je velká, téměř okrouhlá nebo obvejčitá. Křídla jsou úzká, člunek je kratší než křídla. Tyčinky jsou dvoubratré, horní tyčinka je částečně přirostlá ke zbývajícím 9. Semeník je téměř přisedlý, chlupatý, s mnoha vajíčky a nitkovitou čnělkou zakončenou hlavatou bliznou. Lusky jsou stopkaté, podlouhlé až čárkovité, přímé nebo zahnuté, pukající 2 chlopněmi které se po puknutí svinují. Semen je v lusku 1 až 5 a jsou oddělena přehrádkami.

## Rozšíření
Rod sója zahrnuje asi 9 druhů. Je rozšířen v Africe, Asii, Austrálii a Oceánii. od tropů až po mírný pás. Nejvíce druhů se vyskytuje v Asii. V samotné Číně roste 5 původních druhů.

## Taxonomie
Kulturní plodina sója luštinatá (Glycine max) je známa pouze z kultury a v některých zdrojích je spojována s divokým druhem Glycine soja nebo se oba druhy zaměňují, zatímco v jiných zdrojích jsou oba druhy rozlišovány.

## Obsahové látky
Rostliny sóji luštinaté obsahují triterpenoidní saponiny, semena jsou bohatá na bílkoviny, oleje, lecitin a některé biogenní prvky. Obsahují také globuliny a jiné jednoduché bílkoviny a glukosamin.

## Význam
Sója luštinatá (Glycine max) je stará kulturní plodina, pěstovaná v Číně již po tisíce let, první zmínky jsou datovány již před více než 2383 lety. V západních zemích je ve větším měřítku využívána až v posledních desetiletích, do Ameriky byla sója dovezena až v roce 1765. Semena mají nejvyšší obsah bílkovin ze všech luštěnin (30 až 50%) a obsahují asi 20% vysoce nasyceného oleje. Je to také nejdůležitější průmyslový zdroj lecitinu.
Sója luštinatá byla pravděpodobně vyšlechtěna z druhu Glycine soja a je známa pouze z kultury. Oba druhy jsou používány i jako krmivo, stejně jako Glycine javanica, rozšířená v Asii, Africe i Austrálii.